# Machaerota conicapita
Machaerota conicapita is een halfvleugelig insect uit de familie Machaerotidae. De wetenschappelijke naam van deze soort werd voor het eerst geldig gepubliceerd in 2008 door Nie & Liang.